# ريد آدامز
ريد آدامز (بالإنجليزية: Red Adams)‏ هو لاعب كرة قاعدة أمريكي، ولد في 7 أكتوبر 1921 في بارلير في الولايات المتحدة، وتوفي في 18 يناير 2017 في فريسنو في الولايات المتحدة.

## وصلات خارجية
- ريد آدامز على موقعبيزبول رفرنس.كوم (الدوري الرئيسي) (الإنجليزية)
- ريد آدامز على موقعبيزبول رفرنس.كوم (الدوري الثانوي) (الإنجليزية)
- ريد آدامز على موقع مشجعي الرسوم البيانية (الإنجليزية)